# Premio Richard Tucker
Premio Richard Tucker es un importante premio estadounidense a cantantes de ópera en memoria del tenor Richard Tucker.

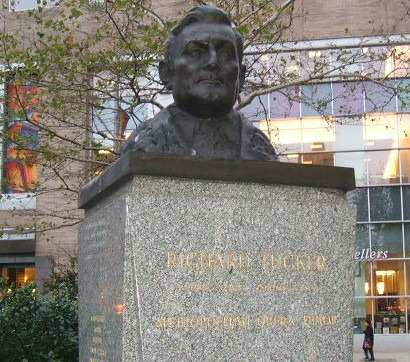
Richard Tucker monumento en Lincoln Center

Poco después de su muerte, fue creada la «Richard Tucker Music Foundation» por su viuda, hijos, colegas y amigos «para perpetuar su memoria a través de proyectos de ayuda a jóvenes cantantes talentosos». En los decenios, la Fundación Richard Tucker, cuyos conciertos anuales han sido televisados, se han acogido grandes cantantes líricos como Luciano Pavarotti y otras super estrellas de ópera del pasado y del presente, se ha concedido las mayores subvenciones y becas para el estudio del canto lírico.
Se otorga desde 1975 patrocinado por la fundación que lleva su nombre en Nueva York.

## Premiados Richard Tucker
- 1978 Rockwell Blake
- 1979 Diana Soviero
- 1980 Barry McCauley
- 1981 J. Patrick Raftery
- 1983 Susan Dunn
- 1984 Roger Roloff
- 1985 Aprile Millo
- 1986 Dolora Zajick
- 1987 Harry Dworchak
- 1988 Richard Leech
- 1989 Margaret Jane Wray
- 1990 Renée Fleming
- 1992 Deborah Voigt
- 1993 Ruth Ann Swenson
- 1994 Jennifer Larmore
- 1995 Paul Groves
- 1996 Dwayne Croft
- 1997 David Daniels
- 1998 Patricia Racette
- 1999 Stephanie Blythe
- 2000 Gregory Turay
- 2001 Christine Goerke
- 2002 Joyce DiDonato
- 2003 John Relyea
- 2004 Matthew Polenzani
- 2005 Eric Cutler
- 2006 Lawrence Brownlee
- 2007 Brandon Jovanovich
- 2008 desierto
- 2009 Stephen Costello
- 2010 James Valenti
- 2011 Angela Meade
- 2012 Ailyn Pérez
- 2013 Isabel Leonard
- 2014 Michael Fabiano
- 2015 Jamie Barton
- 2016 Tamara Wilson
- 2017 Nadine Sierra[1]
- 2018 Christian Van Horn[2]
- 2019 Lisette Oropesa[3]
- 2022 Angel Blue